# 隰州

山西省の隰州の位置（1820年）

隰州（しつしゅう）は、中国にかつて存在した州。隋代から民国初年にかけて、現在の山西省臨汾市一帯に設置された。

## 魏晋南北朝時代
488年（太和12年）、北魏により設置された汾州を前身とする。

## 隋代
隋初には、汾州は3郡5県を管轄した。585年（開皇5年）、汾州は隰州と改称された。607年（大業3年）、郡制施行に伴い隰州は竜泉郡と改称され、下部に5県を管轄した。隋代の行政区分に関しては下表を参照。
| 隋代の行政区画変遷 | 隋代の行政区画変遷 | 隋代の行政区画変遷 | 隋代の行政区画変遷 | 隋代の行政区画変遷 | 隋代の行政区画変遷 | 隋代の行政区画変遷                    |
| 区分               | 開皇元年           | 開皇元年           | 開皇元年           | 開皇元年           | 区分               | 大業3年                               |
| ------------------ | ------------------ | ------------------ | ------------------ | ------------------ | ------------------ | ------------------------------------- |
| 州                 | 汾州               | 汾州               | 汾州               | 南汾州             | 郡                 | 竜泉郡                                |
| 郡                 | 竜泉郡             | 吐京郡             | 臨河郡             | 伍城郡             | 県                 | 隰川県 石楼県 永和県 楼山県 蒲県 垣県 |
| 県                 | 長寿県 平昌県      | 吐京県             | 臨河県 帰化県      | 蒲子県             | 県                 | 隰川県 石楼県 永和県 楼山県 蒲県 垣県 |

## 唐代
618年（武徳元年）、唐により竜泉郡は隰州と改められた。742年（天宝元年）、隰州は大寧郡と改称された。758年（乾元元年）、大寧郡は隰州の称にもどされた。隰州は河東道に属し、隰川・蒲・大寧・石楼・永和・温泉の6県を管轄した。

## 宋代
宋のとき、隰州は河東路に属し、隰川・蒲・大寧・石楼・永和・温泉の6県を管轄した。
金のとき、隰州は河東南路に属し、隰川・仵城・蒲・大寧・石楼・永和の6県と馬門関・永和関・永寧関・上平関の4関を管轄した。

## 元代
元のとき、隰州は晋寧路に属し、隰川・蒲・大寧・石楼・永和の5県を管轄した。

## 明代以降
明のとき、隰州は平陽府に属し、大寧・永和の2県を管轄した。
1724年（雍正2年）、清により隰州は直隷州に昇格した。隰州直隷州は山西省に属し、大寧・蒲・永和の3県を管轄した。
1912年、中華民国により隰州直隷州は廃止され、隰県と改められた。